# Edmonton–Glenora
Circonscription électorale provinciale du Canada
Edmonton-Glenora est une circonscription électorale provinciale de l'Alberta (Canada), située dans le centre-ouest d'Edmonton. Son député actuel est la ministre néo-démocrate de la santé Sarah Hoffman.

## Liste des députés
| Années           | Années          | Député           | Parti politique           |
| Edmonton-Ouest   | Edmonton-Ouest  | Edmonton-Ouest   | Edmonton-Ouest            |
| ---------------- | --------------- | ---------------- | ------------------------- |
|                  | 1963 - 1967     | Stanley Geldart  | Créditiste                |
|                  | 1967 - 1971     | Lou Hyndman      | Progressiste-Conservateur |
| Edmonton-Glenora |                 |                  |                           |
|                  | 1971 - 1975     | Lou Hyndman      | Progressiste-Conservateur |
|                  | 1975 - 1979     | Lou Hyndman      | Progressiste-Conservateur |
|                  | 1979 - 1982     | Lou Hyndman      | Progressiste-Conservateur |
|                  | 1982 - 1986     | Lou Hyndman      | Progressiste-Conservateur |
|                  | 1986 - 1989     | Nancy McBeth     | Progressiste-Conservateur |
|                  | 1989 - 1993     | Nancy McBeth     | Progressiste-Conservateur |
|                  | 1993 - 1997     | Howard Sapers    | Libéral                   |
|                  | 1997 - 2001     | Howard Sapers    | Libéral                   |
|                  | 2001 - 2004     | Drew Hutton      | Progressiste-Conservateur |
|                  | 2004 - 2008     | Bruce Miller     | Libéral                   |
|                  | 2008 - 2012     | Heather Klimchuk | Progressiste-Conservateur |
|                  | 2012 - 2015     | Heather Klimchuk | Progressiste-Conservateur |
|                  | 2015 - 2019     | Sarah Hoffman    | Néo-démocrate             |
|                  | 2019 - 2023     | Sarah Hoffman    | Néo-démocrate             |
|                  | 2023 - en cours | Sarah Hoffman    | Néo-démocrate             |